# Kålö (Stockholm)
Kålö är en ö i Stockholms skärgård belägen nord-nordost om Möja och väster om Nassafjärden.
En del av ön arrenderas av Trälhavets båtklubb. Samma klubb har även låtit ön ge namn åt seglingstävlingen Kålö höstkappsegling.